# 短叶楠
短叶楠（学名：Phoebe neurantha var. brevifolia）为樟科楠属下的一个变种。